# Павлово-на-Неве (станция)
Павлово-на-Неве — железнодорожная станция в Кировском районе Ленинградской области. Вблизи станции расположен лесной массив.
Расположена на линии Заневский Пост — Горы.
Поезда дальнего следования на станции не останавливаются.
Станция включает в себя две высокие платформы.

## Операции
На станции совершаются следующие операции: 
1. Приём и выдача грузов повагонными и мелкими отправками, загружаемых целыми вагонами, только на подъездных путях и местах необщего пользования.
2. Прием и выдача багажа[3].